# Madis Kõiv
Madis Kõiv (* 5. Dezember 1929 in Tartu; † 24. September 2014 in Tallinn) war ein estnischer Schriftsteller, Physiker und Philosoph.

## Leben
Madis Kõiv ging an verschiedenen Orten in Südestland zur Schule und machte 1948 in Tartu sein Abitur. Von 1948 bis 1953 studierte er Physik an der Universität Tartu. Anschließend war er von 1953 bis 1961 als Dozent an der Technischen Universität Tallinn tätig. Von 1961 bis 1991 war er als Wissenschaftler am Physikalischen Institut der Estnischen Akademie der Wissenschaften beschäftigt, davon die letzten fünf Jahre in leitender Funktion.
Ab 1992 hielt er an der Tartuer Universität philosophische Lehrveranstaltungen ab. Dabei leitete er u. a. eine Arbeitsgruppe, die Ludwig Wittgensteins Tractatus logico-philosophicus ins Estnische übersetzte. Im Studienjahr 1994/95 bekleidete er in Tartu die Gastprofessur der Freien Künste.

## Bühnenwerk
Madis Kõiv hat zu Sowjetzeiten so gut wie nichts Literarisches publiziert, was jedoch weniger an direkten Behinderungen durch die Zensur als an seinem eigenen Desinteresse lag. Er wollte sich seine Unabhängigkeit als Philosoph und Physiker bewahren und nicht einlassen auf das System. Seine ersten literarischen Versuche können auf die 1960er-Jahre datiert werden, aber die ersten Publikationen erfolgten sehr sporadisch erst 1978 und 1984. Hierbei handelte es sich um Theaterstücke, die er gemeinsam mit anderen Autoren wie Aivo Lõhmus, Hando Runnel oder Vaino Vahing verfasst hatte. 1982 wurde zum ersten Mal ein Stück von ihm inszeniert, und zwar Faehlmann, das er gemeinsam mit Vaino Vahing verfasst hatte. Es wurde zu den 350-Jahr-Feierlichkeiten der Universität Tartu uraufgeführt. Das war gleichzeitig das einzige Stück von Kõiv, das zu Sowjetzeiten aufgeführt wurde, wenn man die Anfang 1991 inszenierten Stücke nicht dazurechnet. Formal war Estland zwar noch bis August 1991 Bestandteil der Sowjetunion, aber zu jenem Zeitpunkt hatte es sich im Zuge der Singenden Revolution schon weitgehend von der Sowjetunion gelöst.
Nach der Wiedererlangung der Unabhängigkeit Estlands wurden seine Stücke mehr und mehr inszeniert. In den 1990er-Jahren beherrschten Kõivs Dramen die estnischen Bühnen, insgesamt gab es in diesem Jahrzehnt dreizehn Uraufführungen seiner Texte. Dabei gelten seine Dramen als „theaterfeindlich“ und unspielbar, weil der Autor sich nicht um die technischen Möglichkeiten der Bühnen kümmert und “geradezu verrückte Szenen [abfasst], die man nicht direkt auf die Bühne übertragen kann.”
Der besondere Wert seiner Texte liegt in der philosophischen Tiefe, die mit einer sehr lebendigen Sprache kombiniert wird. Häufig verwendet Kõiv dabei seinen südestnischen Heimatdialekt, in dem er auch ganze Stücke verfasst hat. Viele Stücke behandeln historische Persönlichkeiten aus dem In- und Ausland. Beispielsweise treten in Filosoofipäev ('Der Tag des Philosophen') Immanuel Kant, Johann Gottlieb Fichte und Gottfried Wilhelm Leibniz auf, außerdem Kants Diener Martin Lampe, der Martin Heidegger zitiert. Andere behandeln estnische Schriftsteller wie Ernst Enno (in Las olla pääle/'Lass gut sein') oder Friedrich Robert Faehlmann. Nicht selten basieren seine Stücke auf dem Werk anderer Autoren, wie etwa Võlumägi ('Der Zauberberg', nach dem Roman von Thomas Mann), Kuradieliksiir ('Das Elixier des Teufels', nach E. Th. A. Hoffmann) oder Tali ('Winter', nach dem Roman von Oskar Luts).
Die internationalen Bezüge wurden auch bei rein estnischen Stücken erkannt. So wies die Kritik bei Küüni täitmine ('Das Füllen der Scheune', gemeinsam mit Hando Runnel) häufig auf Parallelen zum absurden Theater hin, insbesondere auf Samuel Becketts Warten auf Godot. Nach dem estnischen Theaterkenner Jaak Rähesoo ist Madis Kõivs Werk ”sowohl vom Umfang als auch von der Bedeutung her eine außergewöhnlich massive Erscheinung in der estnischen Dramatik.”

## Rezeption in Deutschland
Neben Jaan Tätte ist Madis Kõiv der zweite estnische Bühnenautor, der es zu einer gewissen Bekanntheit in Deutschland gebracht hat. Allerdings sind seine Stücke bislang nicht von deutschen Theatern inszeniert worden, sondern nur im Rahmen von Gastspielen rezipiert worden. 1993 wurde auf dem Hamburger Festival Hammoniale Kõivs Die Heimkehr zum Vater in einer Inszenierung aus Estland gezeigt. 1998 war das Estnische Dramatheater aus Tallinn mit einer Inszenierung von Kõivs Nachtvorstellung der Vagabunden auf der Bonner Biennale zu Gast. Die zeigte sich beeindruckt von dem Spektakel: „…ein schwieriges Stück; ein philosophischer Totentanz. Neben der erzählten Geschichte, die zunächst aus Chaos geboren wird, ist es vor allem ein umwerfendes Ballett der Sprache und Poesie. […] Dennoch ist dem Regisseur Priit Pedajas mit der Inszenierung […] ein kleines Meisterwerk gelungen.“ „Es brodelt beständig in dieser Inszenierung. Es gibt kaum Momente der Ruhe oder gar Reflexion. Der Spannungsverlauf gleicht einer Spirale, die sich zwar unaufhörlich zuspitzt, aber eben auch ständig um die eigene Achse bewegt.“ Es war noch ein drittes Kõiv-Stück in Deutschland geplant, doch zerschlugen sich die Pläne seinerzeit.

## Ehrungen und Preise
- 1983: (gemeinsam mit Vaino Vahing) Juhan-Smuul-Preis für Schauspiel
- 1991, 1993, 2005 und 2014: Friedebert-Tuglas-Novellenpreis
- 1991: Bernard-Kangro-Literaturpreis
- 1994: Kulturpreis der Republik Estland
- 1995: Juhan Smuul-Preis für Schauspiel
- 1997: Preis für die Wiedergeburt Estlands
- 1994: Kulturpreis der Republik Estland
- 1998: Jahrespreis der Tartuer Kulturikapitals
- 1999: Preis des Estnischen Kulturkapitals für Schauspiel
- 1999: Orden des Staatswappens, IV. Klasse
- 2002: Eesti Rahvuskultuurifondi aastapreemia
- 2006: Preis des Estnischen Kulturkapitals für Essayistik
- 2008: Preis des Estnischen Kulturkapitals für das Lebenswerk
- 2010: Ehrenbürger der Stadt Tartu

## Werkverzeichnis

### Wissenschaftliches Werk
Madis Kõiv hat ungefähr 50 wissenschaftliche Publikationen in den Bereichen Kernphysik und Philosophie vorzuweisen, darunter die folgenden:
- Harish-Chandra matrics for arbitrary spin, in: TA Toimetised 19 (1970), Nr. 1.
- (Co-Autor) Hodograph transformations and hodograph invariant differential equations, in: TA toimetised 28 (1979), Nr. 4.
- (mit J. Lõhmus) Generalized deformations of nonassociative algebras, in: Hadronic Journal. 3 (1979), Nr. 1.
- (mit R.K. Loide) On the conditions for definiteness of energy and charge, in: Journal of Physics A 16 (1983).
- (mit V. Rosenhaus) Two-dimensional equations with field-space-time symmetry: conservation laws and invariance groups, in: Algebras, Groups and Geometrics 3 (1986).
- (mit R. Saar, I. Ots, R.K. Loide) A second look at the Rarita-Schwinger theory, in: Journal of Mathematical Physics 34 (1993).
- (mit P. Kuusk) Measurement of time in nonrelativistic quantum and classical physics, in: TA Toimetised Füüsika, Matemaatika 50 (2001).
- Was ist des Esten Philosophie. Metafilosoofiline mõtisklus, in: Akadeemia 11/1999, S. 2449–2480; 12/1999, S. 2674–2704; 1/2000, S. 193–222; 2/2000, S. 417–446; 3/2000, S. 639–670; 4/2000, S. 901–926.

### Memoiren, Romane, Essayistik
- Rännuaastad. Studia memoriae I ('Wanderjahre'). Tallinn: Õllu 1994.
- Kähri kerko man Pekril. Studia Memoria II ('Bei der Kirche von Kähri in Pekri'). Võru: Võru Instituut 1999.
- Kolm tamme. Studia memoriae III ('Drei Eichen'). Tallinn: Õllu 1995.
- Aken ('Das Fenster'). Tallinn: Õllu 1996.
- Kalad ja raamatud. Studia memoriae IV ('Fische und Bücher'). Tallinn: Õllu 1998.
- Attika apooria, Elea tragöödia. ('Attikas Aporie, Eleas Tragödie'). Tartu: EYS Veljesto Kirjastus 2000.
- Keemiline pulm: Autobiographia cryptika ('Chemische Hochzeit. Autobiographia cryptika'). Tartu: Akkon 2002.
- Päev. ('Der Tag'). Tartu: Akkon 2004.
- Luhta-minek ('Misslingen'). Tartu: Ilmamaa 2005.
- Uudisjutte tegelikust ja võimalikest maailmadest; nägemused ja uned ('Neuigkeiten aus der wirklichen und aus den möglichen Welten, Visionen und Träume'). Tallinn: Loomingu Raamatukogu 1-3/2013.
- Koolipoisid ja füüsikud ('Schuljungen und Physiker'). Tartu: Ilmamaa 2014.

### Schauspiele
Die zwei Dutzend Schauspiele von Madis Kõiv, die zwischen 1982 und 2008 ihre Erstaufführungen erlebten, sind ursprünglich verstreut (oder gar nicht) erschienen. Zwischen 2006 und 2010 wurden sie in vier Bänden unter dem Titel Näidendid I-IV ('Schauspiele I-IV') veröffentlicht:
- Näidendid I. Tartu: Akkon 2006. 504 S.; enthält: Castrozza; Turba Philosophorum; Kammertükk ('Kammerspiel'); Las olla pääle. Stseenid Ernst Enno elust ('Lass gut sein. Szenen aus dem Leben von Ernst Enno'); Faehlmann (gemeinsam mit Vaino Vahing); Võlumägi ('Der Zauberberg', nach dem Roman von Thomas Mann).
- Näidendid II. Tartu: Akkon 2007. 470 S; enthält: Hammerklaviersonate; Tagasitulek isa juurde ('Die Heimkehr zum Vater'); Peiarite õhtumängud ('Abendshow der Vagabunden'); Tali ('Winter', nach dem Roman von Oskar Luts); Omavahelisi jutuajamisi tädi Elliga ('Privatgespräche mit Tante Elli'); Põud ja vihm Põlva kihelkonnan nelätõistkümnendämä aasta suvõl ('Dürre und Regen im Kirchspiel Põlva im Sommer 1914', gemeinsam mit Aivo Lõhmus).
- Näidendid III. Tartu: Akkon 2009. 448 S.; enthält: Filosoofipäev ('Der Tag des Philosophen'); Kolmekesi toas ('Zu dritt im Zimmer'); Stseene saja-aastasest sõjast ('Szenen aus dem Hundertjährigen Krieg'); Lõputu kohvijoomine ('Endloses Kaffeetrinken', gemeinsam mit Leo Metsar); Küüni täitmine ('Das Füllen der Scheune', gemeinsam mit Hando Runnel); Võlujõgi ('Der Zauberfluss').
- Näidendid IV. Tartu: Akkon, Tartu 2010. 544 S.; enthält: Nero; Kokkusaamine ('Das Treffen'); Finis nihili; Lahkumissoolo ('Abschiedssolo'); Kui me Moondsundi Vasseliga kreeka pähkleid kauplesime, siis ükski ei tahtnud osta ('Als Moondsundi Vassel und ich Walnüsse verkauften, wollte sie keiner haben'); Kuradieliksiir ('Das Elixier des Teufels', nach E. Th. A. Hoffmann).

## Sekundärliteratur
- Madis Kõivu mõttelistes maailmades. Tartus 4. XII 1999 toimunud Madis Kõivu 70. sünnipäeva tähistanud konverentsi põhjal koostatud artiklikogumik. Toim. Maris Balbat, Piret Kruuspere. s. l.: Eesti Teatriuurijate Ühendus 2003.
- Püsimatu metaphysicus. Madis Kõiv 75. Koostajad: Jaan Kangilaski, Bruno Mölder, Veiko Palge. Tartu: EYS Veljesto Kirjastus 2004.
- Anneli Saro: Madis Kõivu näidendite teatriretseptsioon. Dissertationes litterarum et contemplationis comparativae Universitatis Tartuensis 2. Tartu: Tartu Ülikooli Kirjastus 2004.
- Jaak Rähesoo: Madi Kõivu näidenditest, in: Looming 12/1999, S. 1861–1874; 9/2000, S. 1363–1382.
- Aare Pilv: Madis Kõiv. Writer to an Ideal Reader, in: Estonian Literary Magazine 19 (2004), S. 10–15.
- Indrek Ojam: Madis Kõivu dramaatiline filosoofia kui dialoog vägivalla olemusega. Üks tõlgenduskatse, in: Looming 12/2014, S. 1759–1770.